# 熟慮
| ウィキペディアには「熟慮」という見出しの百科事典記事はありません（タイトルに「熟慮」を含むページの一覧/「熟慮」で始まるページの一覧）。 代わりにウィクショナリーのページ「熟慮」が役に立つかもしれません。 |